# 青山みるく
青山みるく（あおやまみるく）は、日本のイラストレーター。

## 略歴
神奈川県生まれ。東京デザイナー学院卒業。なかえよしを先生と上野紀子先生へのインタビューをきっかけに、サンリオ発行の『いちご新聞』にてイラストを描くことになる。そのままイラストレーターとしてデビュー、人気を博しキャラクターグッズなども発売される。特に80年代から90年代にかけて観光地でのファンシーでメルヘンなしおりが人気を博した｡また、イラストエッセイコーナー『みるく･びすけっと･たいむ』などの連載をもった。その後はサンリオ以外の雑誌の連載や、絵本の挿絵を描くなど活動の幅を広げ、近年はイラスト教室等で指導も行っている。

## 作品

### 単著
- 『みるく･びすけっと･たいむ』（サンリオ,1987/5）[1]
- 『みるく･びすけっと･たいむ 2 夢みる少女へおくるおしゃれ絵本』（サンリオ,1990/1）[2]

### 挿絵
- 『おもちゃばこ（おりがみファミリーきょうしつ７）』	笠原邦彦（サンリオ, 1982/9）[3]
- 『花ことば』浅野八郎（サンリオ, 1983/4）[4]
- 『ぼくはおかしマン1年生!』貝賀美智子（国土社, 1985/4）[5]
- 『ルネのすてきな魔法 : しあわせをよぶおまじない』ルネ・ヴァン・ダール・ワタナベ（サンリオ, 1986/1）[6]
- 『お菓子もの知りノート : 洋風お菓子の話と作り方』小林トミ（ポプラ社, 1986/9）[7]ISBN 978-4591023341
- 『おやゆびひめ（こども世界名作）』原作：アンデルセン原作、文：北川幸比古（国土社, 1986/12）[8]
- 『ながぐつをはいたねこ（こども世界名作）』原作：ペロー、文：大石真（国土社, 1987/2）[9]
- 『オズの魔法使い（こども世界名作童話）』原作：バウム、文：高橋健（ポプラ社, 1988/1）[10]
- 『小公子セディ（こども世界名作）』原作：バーネット、文：大石真（国土社, 1988/3）[11]
- 『グラタンコロッケ大へんしん : ケイコさんのへんしん料理』西野陽子（国土社, 1995/9）[12]
- 『今日は子どもにやさしくなれる : パティおばさんの12の月の物語』加納眞士（学習研究社, 2002/4）[13]
- 『ヨーロッパお菓子物語』今田美奈子（朝日学生新聞社, 2012/10/3）[14]
- 『立原えりかのグリム童話』原作：グリム、文：立原えりか（学習研究社, 2015/3）[15] - 「赤ずきん」のみ
- 『すてきなケティ』シリーズ１～４巻、山主敏子（ポプラ社, 1986～1988）[16]
  - 『すてきなケティの寮生活』[17]
  - 『すてきなケティのすてきな旅行』[18]
  - 『すてきなケティのすてきな妹』[19]
- 『サンリオ愛の星座占い(1989年版)』１２冊（サンリオ, 1988）

## 連載

### サンリオ
- 『イギリスHollies Barn便り』詩とメルヘン
- 『いちごえほん』
- 『みるく・びすけっと・たいむ』いちご新聞
- 『メリー・みるく・ランド』いちご新聞
- 『ミルク・ティータイムストーリー』いちご新聞

### 朝日小学生新聞（朝日学生新聞社）
朝日小学生新聞
- 『くるみちゃんのクッキングノート』
- 『わたしの個室』
- 『花ものがたり』2010/4～2011/3週刊連載(木曜)
- 『立原えりかのグリム童話』毎回イラストレータが異なる連載の一人
- 『今田美奈子のヨーロッパお菓子物語』週刊連載イラスト、2012/1～2012/6
- 『ハローキティとDo it！』

### その他
- 『カントリーホーム』扉絵（山と渓谷社）
- 『夢色の小部屋」（学研）
- 『おはなしきかせて』『幼児と保育』（小学館）

## 絵画展

### 個展
- 『クリスマスのお茶会展』2015/12/4～12/29、＠辻堂cafe tiny zoo[20]

### グループ展
- 『青山みるく花ものがたり展 -with special friends-』（with 田村セツコ,mica TAKEO,磯谷佳江,milky pop）2010/11/23～11/28、＠恵比寿ギャラリーまぁる
- 『小さな妖精の秘密の囁き展』（with 田村セツコ,高田せい子）、2015/9/1～9/15、＠下北沢バブーシュカ

### チャリティー展参加
- 『東日本大震災被災地支援チャリティー展(1)』2011/5/3～5/8、＠恵比寿ギャラリーまぁる
- 『絆プロジェクト Handmade for LOVE 作家100人が贈る愛の形』、2011/12/7～20、＠阪急百貨店うめだ本店セッセ
- 『東日本大震災被災地支援チャリティー展(2)』2012/5/1～5/6、＠恵比寿ギャラリーまぁる
- 『東日本大震災被災地支援チャリティー展(3)』2013/5/7～5/12、＠恵比寿ギャラリーまぁる
- 『東日本大震災被災地支援チャリティー展(4)』2014/4/29～5/4、＠恵比寿ギャラリーまぁる
- 『東日本大震災被災地支援チャリティー展V』2015/4/28～5/3、＠恵比寿ギャラリーまぁる
- 『東日本大震災被災地支援チャリティー展VI』2016/5/3～5/8、＠恵比寿ギャラリーまぁる
- 『東日本大震災被災地支援チャリティー展VII』2017/5/2～5/7、＠恵比寿ギャラリーまぁる
- 『東日本大震災被災地支援チャリティー展VIII』2018/5/1～5/6、＠恵比寿ギャラリーまぁる

## 講師
- 『お花と妖精を描く』講座、2015/1/24～2/21、＠NHKカルチャー横浜ランドマーク教室
- 『春のお花と天使を描く』講座、2015/4/25～6/27、＠NHKカルチャー横浜ランドマーク教室
- 『大好きな童話の一場面を描く』講座、2015/10/25～2016/3/26、＠NHKカルチャー横浜ランドマーク教室
- 『お菓子の国の妖精を描く』楽しい透明水彩講座、2016/4/23～9/24、＠NHKカルチャー横浜ランドマーク教室
- 『小さな絵本作り』講座、2016/4/25～9/26、＠池袋コミュニティーカレッジ
- 『メルヘンカード作り』講座、2016/11/28、＠池袋コミュニティーカレッジ
- 『小さな絵本作り６』講座、2018/10/22～2019/3/25、＠池袋コミュニティーカレッジ